# Salmo 96

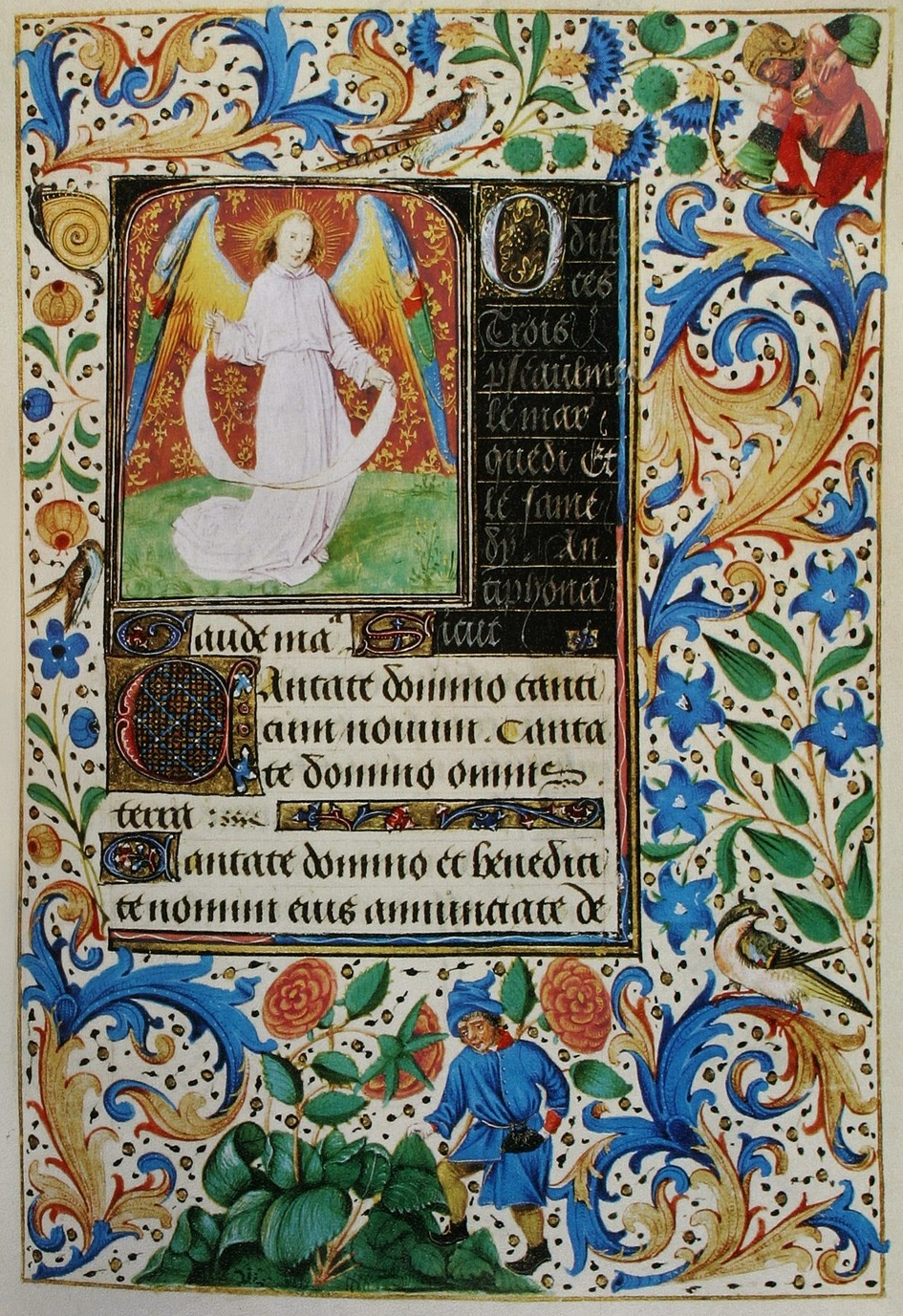
L'inizio del salmo.

Il salmo 96 (95 secondo la numerazione greca) costituisce il novantaseiesimo capitolo del Libro dei salmi.
È utilizzato dalla Chiesa cattolica nella liturgia delle ore

## Testo: varie lingue
| verso | Ebraico(Testo Masoretico vocalizzato)                                                                                           | Septuaginta testo Ortodosso | una versione della Vetus Latina | Vulgata Sixto-Clementina | Copto sahidico | Traduzione CEI |
| ----- | --- | --- | --- | --- | --- | --- |
| 1     | שירו ליהוה שיר חדש שירו ליהוה כל הארץ‎ (שִׁירוּ לַיהוָה שִׁיר חָדָשׁ שִׁירוּ לַיהוָה כָּל הָאָרֶץ)‎                                                   | [῞Οτε ὁ οἶκος ᾠκοδομεῖτο μετὰ τὴν αἰχμαλωσίαν· ᾠδὴ τῷ Δαυΐδ.] ῎Ασατε τῷ Κυρίῳ ᾆσμα καινόν, ᾄσατε τῷ Κυρίῳ πᾶσα ἡ γῆ·                 | [Quando aedificauit est domus post captiuitatem, Canticum ipsi Dauid] Cantate Domino canticum nouum: cantate Domino omnis terra                      | [Canticum ipsi David, quando domus ædificabatur post captivitatem.]Cantate Domino canticum novum ;cantate Domino omnis terra. | [ⲧⲱⲇⲏ ⲛ̅ⲇⲁⲩⲉⲓⲇ ⲉⲩⲛⲁⲕⲉⲧ ⲡⲏⲓ ⲙⲛ̅ⲛ̅ⲥⲁ ⲧⲁⲓⲭⲙⲁⲗⲱⲥⲓⲁ.] ϫⲱ ⲉⲡϫⲟⲉⲓⲥ ⲛ̅ⲟⲩϫⲱ ⲛ̅ⲃⲣ̅ⲣⲉ. ⲡⲕⲁϩ ⲧⲏⲣϥ̅ ϫⲱ ⲉⲡϫⲟⲉⲓⲥ.                                                     | INNO ALLA GRANDEZZA E ALLA GLORIA DI DIO Cantate al Signore un canto nuovo, cantate al Signore, uomini di tutta la terra.          |
| 2     | שירו ליהוה ברכו שמו בשרו מיום ליום ישועתו‎ (שִׁירוּ לַיהוָה, בָּרְכוּ שְׁמוֹ; בַּשְּׂרוּ מִיּוֹם-לְיוֹם, יְשׁוּעָתוֹ)‎                                        | ᾄσατε τῷ Κυρίῳ· εὐλογήσατε τὸ ὄνομα αὐτοῦ, εὐαγγελίζεσθε ἡμέραν ἐξ ἡμέρας τὸ σωτήριον αὐτοῦ·                                         | Cantate Domino et benedicite nomen eius bene nuntiate diem de die salutare eius                                                                      | Cantate Domino, et benedicite nomini ejus; annuntiate de die in diem salutare ejus.                                           | ϫⲱ ⲉⲡϫⲟⲉⲓⲥ ⲛ̅ⲧⲉⲧⲛ̅ⲥⲙⲟⲩ ⲉⲡⲉϥⲣⲁⲛ. ⲛ̅ⲧⲉⲧⲛ̅ⲧⲁϣⲉⲟⲉⲓϣ ⲙ̅ⲡⲉϥⲟⲩϫⲁⲓ ϩⲛ̅ ⲟⲩϩⲟⲟⲩ ⲉⲩϩⲟⲟⲩ.                                                                         | Cantate al Signore, benedite il suo nome, annunciate di giorno in giorno la sua salvezza                                           |
| 3     | ספרו בגוים כבודו בכל העמים נפלאותיו‎ (סַפְּרוּ בַגּוֹיִם כְּבוֹדוֹ; בְּכָל-הָעַמִּים, נִפְלְאוֹתָיו)‎                                                     | ἀναγγείλατε ἐν τοῖς ἔθνεσι τὴν δόξαν αὐτοῦ, ἐν πᾶσι τοῖς λαοῖς τὰ θαυμάσια αὐτοῦ.                                                    | Adnuntiate inter gentes gloriam eius in omnibus populis mirabilia eius                                                                               | Annuntiate inter gentes gloriam ejus, in omnibus populis mirabilia ejus.                                                      | ⲛ̅ⲧⲉⲧⲛ̅ϫⲱ ⲙ̅ⲡⲉϥⲉⲟⲟⲩ ϩⲛ̅ ⲛⲓϩⲉⲑⲛⲟⲥ. ⲁⲩⲱ ⲛⲉϥϣⲡⲏⲣⲉ ϩⲛ̅ ⲛⲓⲗⲁⲟⲥ ⲧⲏⲣⲟⲩ.                                                                                     | In mezzo alle genti narrate la sua gloria, a tutti i popoli dite le sue meraviglie.                                                |
| 4     | כי גדול יהוה ומהלל מאד נורא הוא על כל אלהים‎ (כִּי גָדוֹל יְהוָה וּמְהֻלָּל מְאֹד; נוֹרָא הוּא, עַל-כָּל-אֱלֹהִים)‎                                     | ὅτι μέγας Κύριος καὶ αἰνετὸς σφόδρα, φοβερός ἐστιν ὑπὲρ πάντας τοὺς θεούς·                                                           | Quoniam magnus Dominus, et laudabilis valde: terribilis super omnes deos                                                                             | Quoniam magnus Dominus, et laudabilis nimis: terribilis est super omnes deos.                                                 | ϫⲉ ⲟⲩⲛⲟϭ ⲡⲉ ⲡϫⲟⲉⲓⲥ ⲁⲩⲱ ϥⲥⲙⲁⲙⲁⲧ ⲉⲙⲁⲧⲉ. ⲟⲩⲛⲟϭ ⲡⲉ ⲡⲁⲣⲁ ⲛ̅ⲛⲟⲩⲧⲉ ⲧⲏⲣⲟⲩ.                                                                               | Grande è il Signore e degno di ogni lode, terribile sopra tutti gli dèi.                                                           |
| 5     | כי כל אלהי העמים אלילים ויהוה שמים עשה‎ (כִּי, כָּל-אֱלֹהֵי הָעַמִּים אֱלִילִים; וַיהוָה, שָׁמַיִם עָשָׂה)‎                                              | ὅτι πάντες οἱ θεοὶ τῶν ἐθνῶν δαιμόνια, ὁ δὲ Κύριος τοὺς οὐρανοὺς ἐποίησεν.                                                           | Quoniam omnes dii gentium daemonia: Dominus autem caelos fecit                                                                                       | Quoniam omnes dii gentium dæmonia; Dominus autem cælos fecit.                                                                 | ϫⲉ ⲛ̅ⲛⲟⲩⲧⲉ ⲧⲏⲣⲟⲩ ⲛ̅ⲛ̅ϩⲉⲑⲛⲟⲥ ϩⲉⲛⲉⲓⲇⲱⲗⲟⲛ ⲛⲉ ⲛ̅ⲇⲁⲓⲙⲟⲛⲓⲟⲛ. ⲡϫⲟⲉⲓⲥ ⲇⲉ ⲛ̅ⲧⲟϥ ⲁϥⲧⲁⲙⲓⲉ ⲙ̅ⲡⲏⲩⲉ.                                                                | Tutti gli dèi dei popoli sono un nulla, il Signore invece ha fatto i cieli.                                                        |
| 6     | הוד והדר לפניו עז ותפארת במקדשו‎ (הוֹד-וְהָדָר לְפָנָיו; עֹז וְתִפְאֶרֶת, בְּמִקְדָּשׁוֹ)‎                                                             | ἐξομολόγησις καὶ ὡραιότης ἐνώπιον αὐτοῦ. ἁγιωσύνη καὶ μεγαλοπρέπεια ἐν τῷ ἁγιάσματι αὐτοῦ.                                           | Confessio et pulchritudo in conspectu eius sanctimonia et magnificentia in sanctitatis eius                                                          | Confessio et pulchritudo in conspectu ejus; sanctimonia et magnificentia in sanctificatione ejus                              | ⲟⲩⲟⲩⲱⲛϩ̅ ⲉⲃⲟⲗ ⲙⲛ̅ ⲟⲩⲥⲁ ⲛⲉⲧ ⲙ̅ⲡⲉϥⲙ̅ⲧⲟ ⲉⲃⲟⲗ ⲟⲩⲟⲩⲟⲡ ⲙⲛ̅ ⲟⲩⲙⲛ̅ⲧⲛⲟϭ ⲛⲉⲧ ϩⲛ̅ ⲛⲉϥⲡⲉⲧⲟⲩⲁⲁⲃ.                                                                    | Maestà e onore sono davanti a lui, forza e splendore nel suo santuario.                                                            |
| 7     | הבו ליהוה משפחות עמים הבו ליהוה כבוד ועז‎ (הָבוּ לַיהוָה, מִשְׁפְּחוֹת עַמִּים; הָבוּ לַיהוָה, כָּבוֹד וָעֹז)‎                                          | ἐνέγκατε τῷ Κυρίῳ, αἱ πατριαὶ τῶν ἐθνῶν, ἐνέγκατε τῷ Κυρίῳ δόξαν καὶ τιμήν·                                                          | Adferte Domino patriae gentium Adferte Domino gloriam et honorem                                                                                     | Afferte Domino, patriæ gentium, afferte Domino gloriam et honorem;                                                            | ⲙ̅ⲡⲁⲧⲣⲓⲁ ⲛ̅ⲛ̅ϩⲉⲑⲛⲟⲥ ⲁⲛⲓⲛⲉ ⲙ̅ⲡϫⲟⲉⲓⲥ. ⲁⲛⲓ ⲟⲩⲉⲟⲟⲩ ⲙ̅ⲡϫⲟⲉⲓⲥ ⲙⲛ̅ ⲟⲩⲧⲓⲙⲏ.                                                                                   | Date al Signore, o famiglie dei popoli, date al Signore gloria e potenza,                                                          |
| 8     | הבו ליהוה כבוד שמו שאו מנחה ובאו לחצרותיו‎ (הָבוּ לַיהוָה, כְּבוֹד שְׁמוֹ; שְׂאוּ-מִנְחָה, וּבֹאוּ לְחַצְרוֹתָיו)‎                                        | ἐνέγκατε τῷ Κυρίῳ δόξαν ὀνόματι αὐτοῦ, ἄρατε θυσίας καὶ εἰσπορεύεσθε εἰς τὰς αὐλὰς αὐτοῦ·                                            | Adferte Domino gloriam nomini eius tollite hostias et introite in atria eius                                                                         | afferte Domino gloriam nomini ejus. Tollite hostias, et introite in atria ejus;                                               | ⲁⲛⲓ ⲟⲩⲉⲟⲟⲩ ⲙ̅ⲡⲣⲁⲛ ⲙ̅ⲡϫⲟⲉⲓⲥ. ϥⲓ ⲛ̅ⲛⲉⲧⲛ̅ⲑⲩⲥⲓⲁ ⲛ̅ⲧⲉⲧⲛ̅ⲃⲱⲕ ⲉϩⲟⲩⲛ ⲉⲛⲉϥⲁⲩⲗⲏ.                                                                                | date al Signore la gloria del suo nome. Portate offerte ed entrate nei suoi atri,                                                  |
| 9     | השתחוו ליהוה בהדרת קדש חילו מפניו כל הארץ‎ (הִשְׁתַּחֲווּ לַיהוָה, בְּהַדְרַת-קֹדֶשׁ; חִילוּ מִפָּנָיו, כָּל-הָאָרֶץ)‎                                        | προσκυνήσατε τῷ Κυρίῳ ἐν αὐλῇ ἁγίᾳ αὐτοῦ, σαλευθήτω ἀπὸ προσώπου αὐτοῦ πᾶσα ἡ γῆ.                                                    | Adorate Dominum in atrio sancto eius. Commoueatur a facie eius omnis terra;                                                                          | adorate Dominum in atrio sancto ejus. Commoveatur a facie ejus universa terra;                                                | ⲟⲩⲱϣⲧ̅ ⲙ̅ⲡϫⲟⲉⲓⲥ ϩⲛ̅ ⲧⲉϥⲁⲩⲗⲏ ⲉⲧⲟⲩⲁⲁⲃ. ⲙⲁⲣⲉ ⲡⲕⲁϩ ⲧⲏⲣϥ̅ ⲕⲓⲙ ⲙ̅ⲡⲉϥⲙ̅ⲧⲟ ⲉⲃⲟⲗ.                                                                              | prostratevi al Signore nel suo atrio santo. Tremi davanti a lui tutta la terra.                                                    |
| 10    | אמרו בגוים יהוה מלך אף תכון תבל בל תמוט ידין עמים במישרים‎ (אִמְרוּ בַגּוֹיִם, יְהוָה מָלָךְ-- אַף-תִּכּוֹן תֵּבֵל, בַּל-תִּמּוֹט;יָדִין עַמִּים, בְּמֵישָׁרִים)‎      | εἴπατε ἐν τοῖς ἔθνεσιν· ὁ Κύριος ἐβασίλευσε, καὶ γὰρ κατώρθωσε τὴν οἰκουμένην, ἥτις οὐ σαλευθήσεται, κρινεῖ λαοὺς ἐν εὐθύτητι.       | Dicite in nationibus Dominus regnauit a ligno etenim correxit orbem terrae quae non commouebitur iudicauit populos in aequitate et gentes in ira sua | dicite in gentibus, quia Dominus regnavit. Etenim correxit orbem terræ, qui non commovebitur; judicabit populos in æquitate.  | ⲁϫⲓⲥ ⲛ̅ⲛ̅ϩⲉⲑⲛⲟⲥ ϫⲉ ⲁ ⲡϫⲟⲓ̈ⲥ ⲣ̅ⲣ̅ⲣⲟ ⲉⲃⲟⲗ ϩⲙ̅ ⲡϣⲉ. ⲕⲁⲓ ⲅⲁⲣ ⲁϥⲧⲁϩⲟ ⲉⲣⲁⲧⲥ̅ ⲛ̅ⲧⲟⲓⲕⲟⲩⲙⲉⲛⲏ ⲉⲛⲥ̅ⲛⲁⲕⲓⲙ ⲁⲛ. ϥⲛⲁⲕⲣⲓⲛⲉ ⲛ̅ϩⲉⲛⲗⲁⲟⲥ ϩⲛ̅ ⲟⲩⲥⲟⲟⲩⲧⲛ̅. ⲁⲩⲱ ⲛ̅ϩⲉⲑⲛⲟⲥ ϩⲛ̅ ⲧⲉϥⲟⲣⲅⲏ. | Dite tra le genti: "Il Signore regna!". È stabile il mondo, non potrà vacillare! Egli giudica i popoli con rettitudine.            |
| 11    | ישמחו השמים ותגל הארץ ירעם הים ומלאו‎ (יִשְׂמְחוּ הַשָּׁמַיִם, וְתָגֵל הָאָרֶץ; יִרְעַם הַיָּם, וּמְלֹאוֹ)‎                                                  | εὐφραινέσθωσαν οἱ οὐρανοὶ καὶ ἀγαλλιάσθω ἡ γῆ, σαλευθήτω ἡ θάλασσα καὶ τὸ πλήρωμα αὐτῆς·                                             | Laetentur caeli et exultet terra commoueatur mare et plenitudo eius                                                                                  | Lætentur cæli, et exsultet terra; commoveatur mare et plenitudo ejus;                                                         | ⲙⲁⲣⲉ ⲙ̅ⲡⲏⲩⲉ ⲟⲩⲛⲟϥ ⲛ̅ⲧⲉ ⲡⲕⲁϩ ⲧⲉⲗⲏⲗ. ⲑⲁⲗⲁⲥⲥⲁ ⲛⲁⲕⲓⲙ ⲙⲛ̅ ⲡⲉⲥϫⲱⲕ ⲉⲃⲟⲗ. ⲥⲉⲛⲁⲣⲁϣⲉ ⲛ̅ϭⲓ ⲛ̅ⲥⲱϣⲉ ⲙⲛ̅ ⲛⲉⲧⲛ̅ϩⲏⲧⲟⲩ ⲧⲏⲣⲟⲩ.                                           | Gioiscano i cieli, esulti la terra, risuoni il mare e quanto racchiude;                                                            |
| 12    | יעלז שדי וכל אשר בו אז ירננו כל עצי יער‎ (יַעֲלֹז שָׂדַי, וְכָל-אֲשֶׁר-בּוֹ; אָז יְרַנְּנוּ, כָּל-עֲצֵי-יָעַר)‎                                            | χαρήσεται τὰ πεδία καὶ πάντα τὰ ἐν αὐτοῖς· τότε ἀγαλλιάσονται πάντα τὰ ξύλα τοῦ δρυμοῦ                                               | Gaudebunt campi et omnia quae in eis sunt. Tunc exultabunt omnia ligna siluarum                                                                      | gaudebunt campi, et omnia quæ in eis sunt. Tunc exsultabunt omnia ligna silvarum                                              | ⲧⲟⲧⲉ ⲥⲉⲛⲁⲧⲉⲗⲏⲗ ⲛ̅ϭⲓ ⲛ̅ϣⲏⲛ ⲧⲏⲣⲟⲩ ⲛ̅ⲧⲥⲱϣⲉ | sia in festa la campagna e quanto contiene, acclamino tutti gli alberi della foresta                                               |
| 13    | לפני יהוה כי בא כי בא לשפט הארץ ישפט תבל בצדק ועמים באמונתו‎ (לִפְנֵי יְהוָה, כִּי בָא-- כִּי בָא, לִשְׁפֹּט הָאָרֶץ:יִשְׁפֹּט-תֵּבֵל בְּצֶדֶק; וְעַמִּים, בֶּאֱמוּנָתוֹ)‎ | πρὸ προσώπου τοῦ Κυρίου, ὅτι ἔρχεται, ὅτι ἔρχεται κρῖναι τὴν γῆν. κρινεῖ τὴν οἰκουμένην ἐν δικαιοσύνῃ καὶ λαοὺς ἐν τῇ ἀληθείᾳ αὐτοῦ. | Ante faciem Domini quoniam uenit quoniam uenit iudicare terram iudicabit orbem terrae in aequitate et populos in ueritate sua.                       | a facie Domini, quia venit, quoniam venit judicare terram. Judicabit orbem terræ in æquitate, et populos in veritate sua.     | ⲙ̅ⲡⲉⲙ̅ⲧⲟ ⲉⲃⲟⲗ ⲙ̅ⲡϫⲟⲉⲓⲥ ϫⲉ ϥⲛⲏⲩ ⲉⲕⲣⲓⲛⲉ ⲙ̅ⲡⲕⲁϩ. ϥⲛⲁⲕⲣⲓⲛⲉ ⲛ̅ⲧⲟⲓⲕⲟⲩⲙⲉⲛⲏ ϩⲛ̅ ⲟⲩⲇⲓⲕⲁⲓⲟⲥⲩⲛⲏ. ⲁⲩⲱ ⲛ̅ⲗⲁⲟⲥ ϩⲛ̅ ⲧⲉϥⲙⲉ:                                             | davanti al Signore che viene: sì, egli viene a giudicare la terra; giudicherà il mondo con giustizia e nella sua fedeltà i popoli. |

Nella lingua Siriaca il testo segue l'ebraico/aramaico mentre in Armeno ci sono due versioni Echmiadzin(traduzione del V secolo dall'Assiro e Settanta) e l'altra Ararat(più recente dall'Ebraico) .

## Differenti letture del Salmo
Come si può notare il Salmo in ebraico rispetto al greco presenta delle lievi differenze negli attributi di lodi o aggettivi in riferimento a Dio in particolare sono differenti la resa del verso 5 ebraico: 
 rispetto al greco: 
 dove nell'ebraico da l'idea di devozione vera contro devozione vuota mentre nel greco più una contrapposizione marcata di bene e male; e del verso 10 che nella versione vetus latina e qualche altra ha 
 in particolare la lettura dal legno è stata difesa sporadicamente da qualche Padre della Chiesa, sin dai primi secoli, che ne hanno affermato l'autenticità: Giustino, Tertulliano, Agostino, Leone Magno e altri. Oggi la critica testuale non essendo stata trovata in nessuna versione manoscritta ebraica o greca se non in versioni diglotte latino/greco, versioni latine, in manoscritti per la liturgia delle ore di monasteri, chiese a rito particolare e copte-ortodosse o canti: la ritiene una corruzione cristiana, seppur molto antica, dovuta a interpolazione da glossa per vederci applicata la figura di Cristo Crocifisso; e Giustino il suo maggiore difensore come un inclusivista di letture greche pro-cristiane a discapito della visione ebraica del testo biblico; Gli scribi ebraici infatti per Giustino sono visti come corruttori e eliminatori di letture di stampo Messianico quando applicabili alla figura di Gesù.